# Diadegma elishae
Diadegma elishae är en stekelart som först beskrevs av Bridgman 1884.  Diadegma elishae ingår i släktet Diadegma och familjen brokparasitsteklar. Inga underarter finns listade i Catalogue of Life.